# ソナー (楽器メーカー)

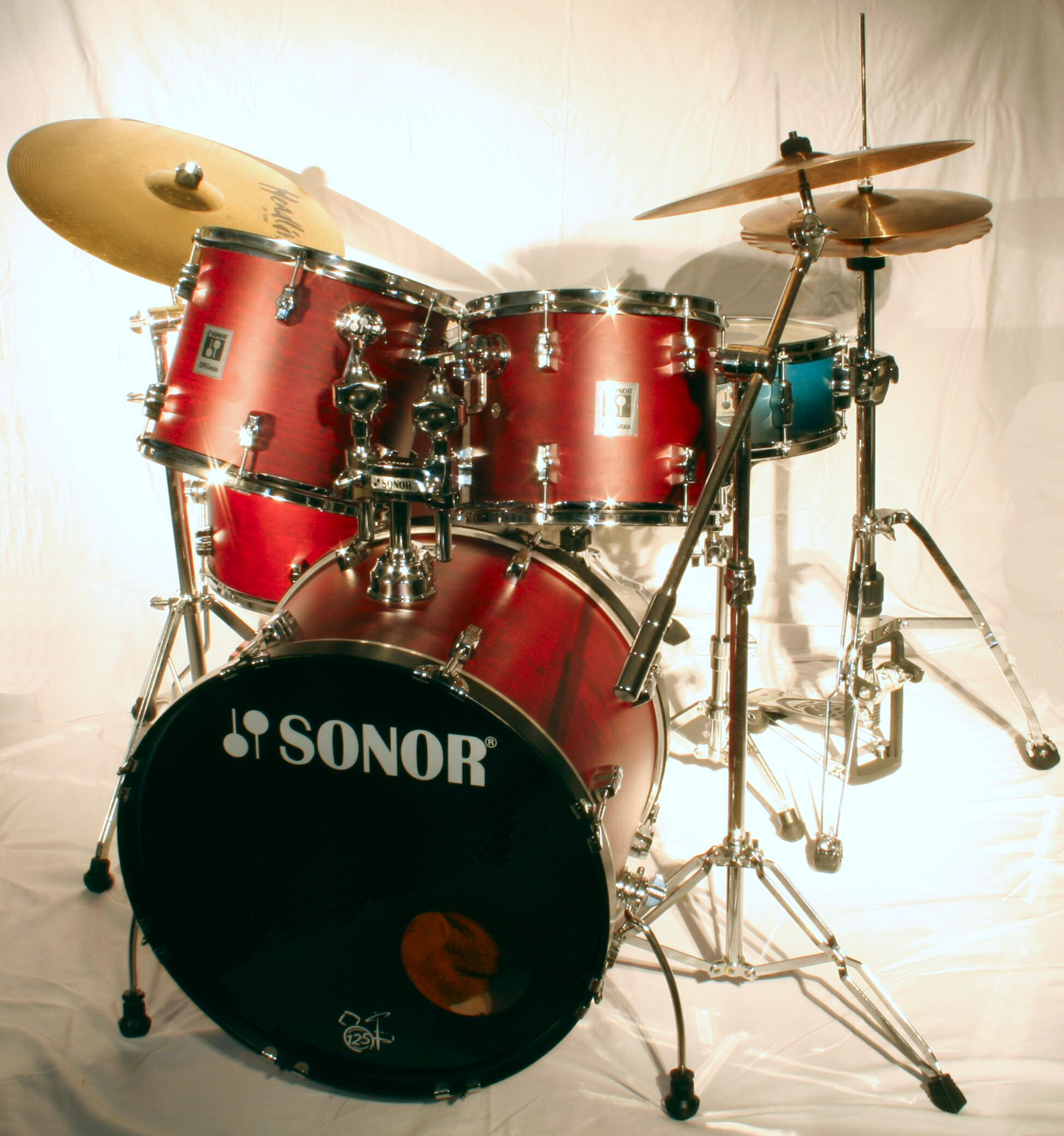
ソナー社のドラムセット

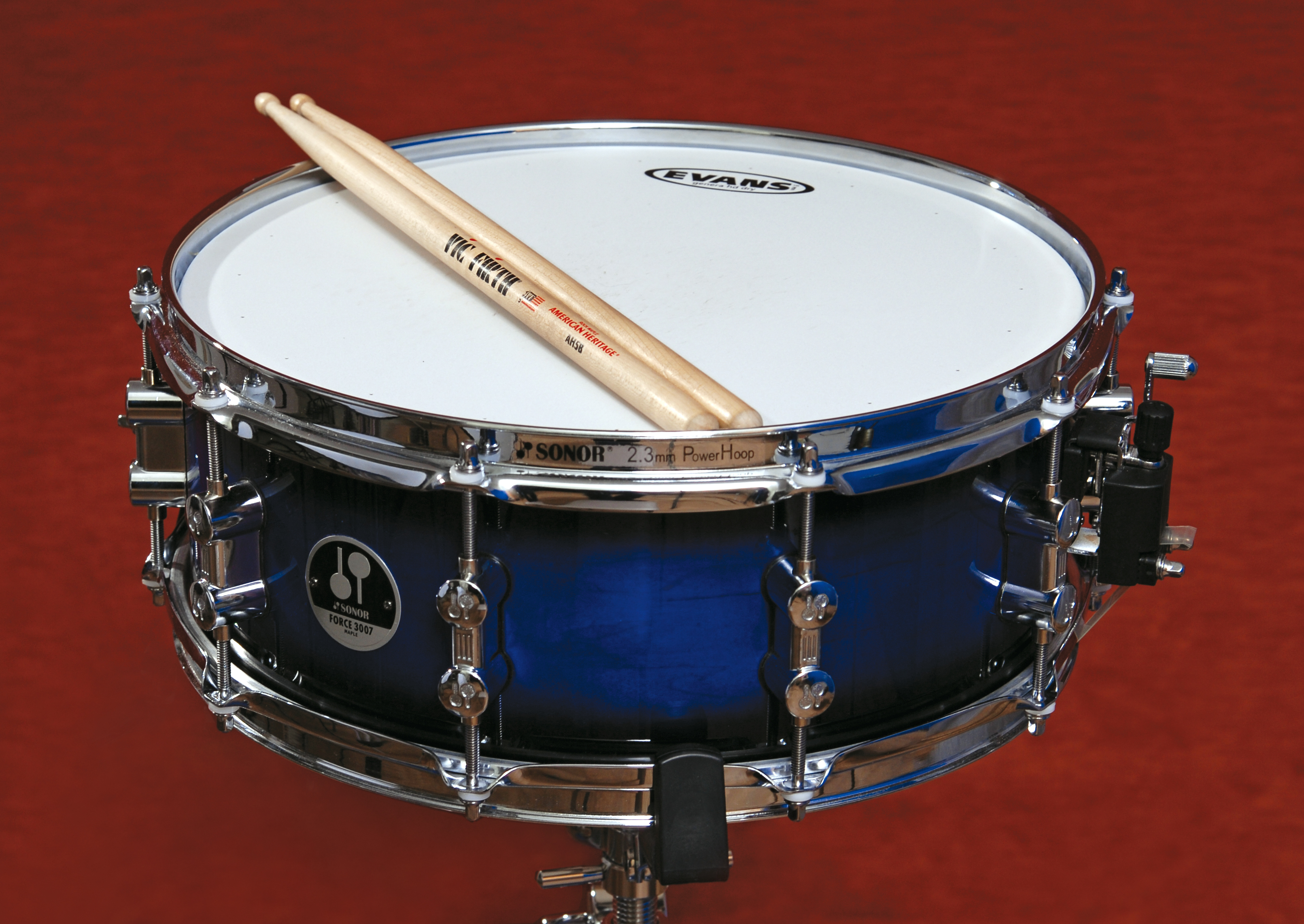
ソナー社のスネアドラム

ソナー (SONOR GmbH & Co. KG) は、ドイツのノルトライン＝ヴェストファーレン州バート・ベルレブルクに本社を置く打楽器製造・販売企業。世界的に知名度の高い打楽器メーカーのひとつであり、中でも、同社のドラムセットやスネアドラムは広く知られている。
1875年、ヨハネス・リンクによって設立。ドラムセット、スネアドラム、バスドラムペダルのほか、コンガ、ギロ、シェケレなどのラテンパーカッション、オーケストラや吹奏楽向けのコンサートパーカッションなどと呼称される打楽器（コンサートスネアドラムなど）、マーチングバンド用打楽器を製造している。また、カール・オルフの音楽理論に則した子ども向け小型打楽器なども製造している。

## 日本におけるソナー
「SONOR」のカナ表記は、ドイツ語の読み方にならうと「ゾノール」や「ゾノア」となるが代理店により表記が異なる。

### 音楽家向け製品
日本における輸入代理店はコマキ通商。カナ表記は、英語発音の「ソナー」である。

### 玩具・教育楽器
日本における輸入代理店はアトリエ ニキティキ。カナ表記は、ドイツ語発音の「ゾノア」である。

## 主な製品ラインナップ

### ドラムセット
- SQ2ドラムシステム
- SQ1シリーズ
- ヴィンテージ・シリーズ
- プロライト・シリーズ
- AQ2シリーズ
- セレクトフォース・シリーズ
- エッセンシャル・フォース・シリーズ
- スマートフォース・エクステンド・シリーズ
- スペシャル・エディション・シリーズ

### スネアドラム
- アーティスト・シリーズ
- シグネチャー・シリーズ
- フォニック・シリーズ

### バスドラムペダル
- ジャイアント・ステップ
- パーフェクト・バランス - ジョジョ・メイヤーが監修したバスドラムペダル。

## ソナー・アーティスト

### 世界
- ヤン・アクセル "ヘルハマー" ブロンベルク（メイヘムほか）[3]
- ダニー・ケアリー（トゥール）
- ジャック・ディジョネット
- ミッキー・ディー（モーターヘッド、スコーピオンズ）
- ベニー・グレブ
- トーマス・ハーケ（メシュガー）
- ギャヴィン・ハリソン（ポーキュパイン・ツリー、キング・クリムゾン、ザ・パイナップル・シーフ）
- サマンサ・マロニー（ホール、モトリー・クルー）
- ジョジョ・メイヤー
- スティーヴ・スミス
- フィル・ラッド
- ジェフ・ワッツ

### 日本
- 山木秀夫
- 青山純
- 小山太郎
- 渡辺豊
- 神宮司治
- 青山友樹
- 濱崎大地
- 前田遊野
- 徳永善也（チェッカーズ）
- ハナ肇（ハナ肇とクレージーキャッツ）